# ARIMA模型
在统计学与计量经济学所使用的时间序列分析中，自回归单整移动平均模型（ARIMA）和季节性ARIMA模型（SARIMA）分别是自回归移动平均模型（ARMA）向非平稳序列和周期性变化情形的推广。所有这些模型都是为了更好地理解时间序列并预测未来值而拟合的。这种推广的目的是使模型尽可能贴合数据。具体而言，ARMA模型假设序列具有平稳性，即其期望值不随时间变化。若序列存在趋势（但方差/自协方差保持恒定），可通过“差分”操作消除趋势， 得到平稳序列。这种操作实现了对ARMA模型的推广，对应着ARIMA中的“单整”（integrated）部分。类似地，周期性变化可通过“季节性差分”操作消除。

## 组成部分
与ARMA模型类似，ARIMA中的“自回归”（AR）部分表示感兴趣的演进变量对其前期值进行回归；“移动平均”（MA）部分表示回归误差是同时期及过去不同时期误差项的线性组合；而“单整”（I）部分表示数据值已被替换为当前值与前一值的差值（即通过差分操作消除趋势）。
根据Wold分解定理，ARMA模型足以描述规则（亦称纯非确定性）的广义平稳时间序列。这促使我们在应用ARMA模型前，需先通过差分等操作将非平稳序列转化为平稳形式。
若时间序列包含可预测子过程（亦称纯正弦或复值指数过程），则该可预测成分在ARIMA框架下被视为具有非零均值但周期性（即季节性）的成分，可通过季节性差分操作予以消除。

## 数学形式
非季节性ARIMA模型通常记作 ARIMA(p, d, q)，其中参数 p, d, q 为非负整数：p 表示自回归部分的阶数（时间滞后项的数量），d 表示单整的阶数（即数据经过差分操作的次数，即当前值与过去值相减的次数），q 表示移动平均部分的阶数。季节性ARIMA模型通常记作 ARIMA(p, d, q)(P, D, Q)m，其中大写字母 P, D, Q 分别对应季节性部分的自回归、单整（差分）、移动平均项，m 表示每个季节包含的周期数。 当三个参数中有两个为0时，模型名称可根据非零参数简化，省略缩写中的“AR”、“I”或“MA”。例如，{\displaystyle {\text{ARIMA}}(1,0,0)}可简称为AR(1)，{\displaystyle {\text{ARIMA}}(0,1,0)}称为I(1)，{\displaystyle {\text{ARIMA}}(0,0,1)}称为 MA(1)。
给定时间序列数据 Xt，其中 t 为整数索引且 Xt 为实数，则 {\displaystyle {\text{ARMA}}(p',q)} 模型可表示为：
{\displaystyle X_{t}-\alpha _{1}X_{t-1}-\dots -\alpha _{p'}X_{t-p'}=\varepsilon _{t}+\theta _{1}\varepsilon _{t-1}+\cdots +\theta _{q}\varepsilon _{t-q},}
或等价形式：
{\displaystyle \left(1-\sum _{i=1}^{p'}\alpha _{i}L^{i}\right)X_{t}=\left(1+\sum _{i=1}^{q}\theta _{i}L^{i}\right)\varepsilon _{t}\,}
其中{\displaystyle L}为滞后算子，{\displaystyle \alpha _{i}}为模型自回归部分的参数，{\displaystyle \theta _{i}}为移动平均部分的参数，{\displaystyle \varepsilon _{t}}为误差项。通常假设误差项{\displaystyle \varepsilon _{t}}为独立同分布的随机变量，服从均值为0的正态分布。
若多项式{\displaystyle \textstyle \left(1-\sum _{i=1}^{p'}\alpha _{i}L^{i}\right)}存在一个重数为 d 的单位根（即因子{\displaystyle (1-L)}出现d次），则可将其重写为：
{\displaystyle \left(1-\sum _{i=1}^{p'}\alpha _{i}L^{i}\right)=\left(1-\sum _{i=1}^{p'-d}\varphi _{i}L^{i}\right)\left(1-L\right)^{d}.}
此时，ARIMA(p, d, q) 过程通过 p = p'−d 体现此多项式分解特性，其数学形式为：
{\displaystyle \left(1-\sum _{i=1}^{p}\varphi _{i}L^{i}\right)(1-L)^{d}X_{t}=\left(1+\sum _{i=1}^{q}\theta _{i}L^{i}\right)\varepsilon _{t}\,}
该过程本质上是自回归多项式包含 d 个单位根的 ARMA(p+d, q) 过程。（这也是为何当 d > 0 时，严格符合ARIMA模型的过程不具有广义平稳性的原因。）
进一步推广后，模型形式为：
{\displaystyle \left(1-\sum _{i=1}^{p}\varphi _{i}L^{i}\right)(1-L)^{d}X_{t}=\delta +\left(1+\sum _{i=1}^{q}\theta _{i}L^{i}\right)\varepsilon _{t}.\,}
此时定义了一个具有漂移项{\displaystyle {\frac {\delta }{1-\sum \varphi _{i}}}}的 ARIMA(p, d, q) 过程。

## 延伸阅读
- Asteriou, Dimitros; Hall, Stephen G. .  Second. Palgrave MacMillan. 2011: 265–286. ISBN 978-0-230-27182-1.
- Mills, Terence C. . Cambridge University Press. 1990. ISBN 978-0-521-34339-8.
- Percival, Donald B.; Walden, Andrew T. . Cambridge University Press. 1993. ISBN 978-0-521-35532-2.
- Shumway R.H. and Stoffer, D.S. (2017). Time Series Analysis and Its Applications: With R Examples. Springer. DOI: 10.1007/978-3-319-52452-8
- ARIMA Models in R. Become an expert in fitting ARIMA (autoregressive integrated moving average) models to time series data using R.